# پایان یک دوره
پایان یک دوره (به انگلیسی: The End of an Era) سومین آلبوم استودیویی رپر استرالیایی‌ ایگی آزیلیا می‌باشد که در ۱۳ اوت سال ۲۰۲۱ از سوی بد دریمز رکوردز و امپایر دیستربشن منتشر گردید و نسخهٔ دلوکس نیز در ۱۷ سپتامبر سال ۲۰۲۱ منتشر شد.